# Velká Chyška
Velká Chyška (en allemand : Groß Chischka) est une commune du district de Pelhřimov, dans la région de Vysočina, en République tchèque. Sa population s'élevait à 267 habitants en 2024.

## Géographie
Velká Chyška se trouve à 5 km au nord-nord-est de Pacov, à 16 km au nord-ouest de Pelhřimov, à 42 km à l'ouest-nord-ouest de Jihlava e à 78 km au sud-est de Prague.
La commune est limitée par Útěchovice pod Stražištěm au nord, par Lesná et Samšín à l'est, par Pacov au sud et par Bratřice à l'ouest.

## Histoire
La première mention écrite de la localité date de 1243. Comme à Útěchovice pod Stražištěm, une route traverse Velká Chyška et divise le village en deux parties. L'histoire du village, comme celle de la plupart des villages de la région, remonte au XIVe siècle. Parmi les monuments historiques, on trouve notamment l'église Saint-Jean-Baptiste, construite en 1898 dans le style pseudo-roman. Parmi les autres curiosités, citons la statue de saint Jean Népomucène datant de 1742 ou l'ancien presbytère, qui est dans un état de délabrement et a besoin de réparations.

## Transports
Par la route, Velká Chyška se trouve à 6,3 km de Pacov, à 24 km de Pelhřimov, à 55 km de Jihlava et à 100 km de Prague.